# 04 megazin za hakiranje stvarnosti
Nulačetiri, megazin za hakiranje stvarnosti (poznat i kao 04 megazin za hakiranje stvarnosti) bio je tiskani časopis/fanzin koji je pokrenuo i izdavao Savez udruga Klubtura od travnja 2004. godine. Časopis je prestao izlaziti u proljeće 2006. godine, no posljednji je broj izašao u studenom 2007. godine. To je bio 17. broj ovog časopisa. Nulačetvorka se bavila raznovrsnim temama s područja alternativne kulture, kulturnim politikama, civilnim društvom i sličnim temama.

## Ideja o fanzinu/časopisu
Ideja koja je stajala iza pokretanja ovog fanzina bila je proširiti optok informacija o programima i djelovanju udruga, inicijativa i pojedinaca koji djeluju na nezavisnoj kulturnoj sceni i unutar Saveza udruga Klubtura te informirati o sadržajima, programima i natječajima koji nisu tada bili pokriveni u mainstream medijima. Osim te dvije spomenute ideje, prema riječima Krune Jošta u uvodu predbroja iz 2004. godine, ovaj je fanzin imao i još jednu osnovnu ideju, a to je: “informacijski izbombardirati tematsko područje podacima koji se usko tiču neprofitnog sektora, alternativne kulture, kulturne politike, i civilnog društva...”
U prvom redu, časopis se obraćao mlađoj publici.

## Povijest
Urednici pilot broja bili su: Kruno Jošt, Andrija Vranić, Boris Marić i Tanja Topolovec. Naklada tog broja iznosila je 1000 primjeraka, a donatori su bili Institut Otvoreno društvo te Gradski ured za kulturu Grada Zagreba.
U rujnu 2005. godine časopis započinje s regionalnom distribucijom te je od tada bio dostupan u Beogradu, Novom Sadu, Sarajevu, Mostaru i Skopju što je omogućilo otvaranje prostora za uspostavljanje novih veza među organizacijama i inicijativama koje su nastajale od 90-ih godina 20. stoljeća. Nakon nekoliko objavljenih brojeva, časopis su kao vrijednu i kvalitetnu pojavu na hrvatskoj medijskoj sceni prepoznali razni mediji pa su tako u emisiji Hrvatske radiotelevizije Transfer gostovali 18. svibnja 2005. godine Lela Vujanić i Kruno Jošt u jednom od priloga. U 2006. godinu časopis je krenuo u novom, redizajniranom obliku i većim brojem stranica kao i s reorganiziranom sadržajnom strukturom kojom se nastojalo obuhvatiti čitav niz korisničkih grupa.
04 megazin distribuiran je po infoshopovima, klubovima i mjestima u kojima su se provodili sadržaji nezavisne kulture, a od 5. broja prodavao se i na kioscima Tiska u Hrvatskoj. Izlaskom na kioske 04 megazin je napravio golemi iskorak pokušavajući postupno doprijeti do većeg broja publike u mjestima udaljenima od centra. Kasnije su časopis prodavali i kolporteri. Ono što se pokazalo presudnim za ovaj časopis bilo je pomanjkanje financijskih uvjeta. Dinamika rada časopisa 04 magazina uvelike se zasnivala na minimalizaciji troškova te na samoorganizaciji i djelomično na volonterskom radu. Usprkos djelomičnoj tržišnoj orijentaciji, časopis nije mogao opstati u uvjetima tržišne dinamike, ponajprije zbog specifičnog sadržja kojim je ciljao na određeni tip publike koja je bila malobrojna u hrvatskim okvirima, ali i zbog stava kojim se beskompromisno odricao komercijalizacije i stvaranja spektakularnog sadržaja.  
Usprkos interesu čitatelja i entuzijazmu uredničkog tima i suradnika, 'Nulačetvorki' je presudila njezina vlastita, beskompromisna politika – naprosto je bila nedovoljno komercijalna da bi bila interesantna velikim sponzorima.
Posljednji broj dizajnirao je Jadranko Marjanović. Naklada ovog broja iznosila je 750 primjeraka.

## Sadržaj časopisa/fanzina
Časopis je pratio sadržaje i izvještavao s različitih događanja kao što su Anarhistički sajam knjiga u Zagrebu, predstavljao alternativne kolektive i inicijative, bavio se temama intelektualnog vlasništva, copyrighta, slobodnog softvera te donosio intervjue s poznatim osobama (umjetnicima, sociolozima, aktivistima, akademicima) poput Johna Zerzana, Jimmyja Walesa koji se bave različitim idejama o alternativnim ekonomskim i društvenim sustavima te o alternativnim načinima organizacije društva.
Obrađivane teme u časopisu kretale su se od kritike globalnog konzumerizma, vodiča za medijske gerilske taktike, razmatranja kulturnih politika i praksi, zagovaranja ljudskih prava, vodiča kroz slobodni softver i softver otvorenog koda do propitivanja društvene stvarnosti u Hrvatskoj kroz teme kao što su odnos prema manjinama, odnos službene politike prema uporabi droga i ovisnicima, mladima na tržištu rada itd.
Posebnu pažnju časopis je posvećivao lokalnom razvoju kulturnih politika te je redovito donosio izvještaje o pomacima lokalnih kulturnih inicijativa.

## Urednici i suradnici
U prvom broju urednički tim bili su: Lela Vujanić, Pero Gabud, Tanja Topolovec, Kruno Jošt, Vesna Janković, Ivana Armanini i Karolina Pavić.  
Neki od suradnika tijekom godina bili su: Teo Petričević, Tomislav Medak, Marijan Crtalić.
Posljednji broj uredili su: Stjepan Jureković, Katarina Pavić, Janja Sesar, Dea Vidović i 
Emina Višnić. Glavna urednica bila je Dea Vidović.

## Popis izdanja
Sadržaji i teme pojedinih brojeva 04 megazina za hakiranje stvarnosti:
- br. 0 (travanj 2004.) Clubture mreža, copy-right, copy-left, copy-paste.

- br. 1 (studeni 2004.) Slobodno stvaralaštvo, Nezavisna scena Istre i Kvarnera.

- br. 2 (siječanj 2005.) Operacija Džabelesku – Angažirano izdavaštvo, Zelena mreža i permakultura.

- br. 3 (veljača 2005.) Prvo zagrebačko izdanje festivala Sloboda stvaralaštvu, Strip blok – Aleksandar Zograf, Lets – alternativna ekonomija.

- br. 4 (ožujak 2005.) Radikalni pirati u Amsterdamu, Strip blok – Tomaž Lavrič, Homofobija među nama.

- br. 5 (travanj 2005.) Prvi anarhistički sajam knjiga u Hrvatskoj, John Zerzan u Hrvatskoj, Multikultura – Iran.

- br. 6 (svibanj 2005.) Joseph Beuys + enigma objekta, Javne politike – Pravo na grad, Slobodni i otvoreni softver, Strip blok – Igor Hofbauer.

- br. 7 (lipanj 2005.) Jimmy Wales – Wikipedija, Taktički mediji na talijanski način, Nasilje, nenasilje i pacifizam.

- dvobroj 8/9 (srpanj 2005.) Slobodarske prakse: Yommango, beogradski biro za kulturu i komunikaciju, Ovidiu Tichindelenau, ZMAG – Zelena mreža aktivističkih grupa.

- br. 10 (rujan 2005.) Zvonimir Dobrović – Queer Zagreb, Ponovno zauzimanje javnog prostora (Skvotiranje u Zagrebu, Vratimo javno javnosti), Participativna ekonomija.

- br. 11 (listopad 2005.) Komunikacijski kapitalizam (Jodi Dean – komunikacijski kapitalizam i tehnofetišizam), S manifestacije Operacija: Grad, Festival svjetskog kazališta, Festival eksperimentalnog filma, Terminal 2005.

- br. 12 (studeni 2005.) Deadly marketinške strategije (product placement, subliminalno oglašavanje, seksizam, buy nothing day), Zooropa – Slovenija.

- dvobroj 13/14 (prosinac 2005.) Drug policy u Hrvatskoj, Privatizacija vode, Kraj na zemlji (pravo na azil).

- br. 15 (veljača 2006.) Mladi na tržištu rada u Hrvatskoj, Privatnost na webu, Strip blok – Dunja Janković.

- br. 16 (ožujak 2006.) Richard Stallman – GNU, Vlasništvo (abeceda vlasništva, vlasništvo je krađa, odricanje od vlasništva), Drugi ZagrebDox – Kako smo se navukli na dokumentarce?

- br. 17 (studeni 2007.) Kad građani sudjeluju u kreaciji i obrani urbanog krajolika, Strip i striparije hrvatske tranzicije, Dizajn nezavisne kulturne scene.

## Vanjske poveznice
- 04 – Megazin za hakiranje stvarnosti. Inačica izvorne stranice arhivirana 19. travnja 2022.
- Nema više hakiranja stvarnosti. booksa.hr. 20. studenoga 2007. Inačica izvorne stranice arhivirana 3. lipnja 2022. Pristupljeno 3. lipnja 2022.CS1 održavanje: bot: nepoznat status originalnog URL-a (link)